# ボリス・ジンネマン
ボリス・ジンネマン（英語：Boris Jineman）は、オンラインゲーム『テイルズウィーバー』に登場する架空の人物で、その元となる原作小説『ルーンの子供たち』の第1部である「冬の剣」の主人公。
PC版『テイルズウィーバー』では声優の前野智昭が担当。
モバイル版『テイルズウィーバー：SecondRun』での担当声優は石川界人。

## 概要
テイルズウィーバー Episode1の8人の主人公のうちの一人（現在は、Episode2のキャラクター5名が加わり13人）。韓国のゲームサイト「4リーフ」でキャラクターの一人として作成され、更にキャラクター達のエピソードを描いたものとして小説『ルーンの子供たち』が韓国の作家のチョン・ミンヒにより執筆された。その小説の第1部「冬の剣」の主人公が彼である。

## プロフィール
- 年齢 ： 17歳 （『テイルズウィーバー』での年齢）
- 誕生日 ： 7月12日
- 血液型 ： A型
- 身長 ： 179cm
- 出身地 ： トラバチェスの首都ロン
- 職業 ： 護衛剣士

## キャラクター設定
テイルズウィーバー
アノマラドでは珍しいとされるグレーブルーの瞳と腰まで伸ばした紫色の長髪が特徴の少年剣士。決して大柄な体格ではないが太刀や大剣を自由自在に扱うほどの力量を持っており、「影剣術」と呼ばれる正体不明の剣術を扱う。性格はきわめて個人主義者かつ無口なポーカーフェイスで必要以上に他人と係るのを避けているふしがあるが、自分にとって大切な者のこととなると途端にお節介になる。
トラバチェスでは名門貴族の家柄であったが、母親はボリスを産んでからまもなく亡くなり、父親も抵抗勢力との権力争いで命を落とした。その後ジンネマン家は没落し、トラバチェスでの居場所をなくしたボリスは兄のイェフネンとともに希望を求めてオルランヌ公国へと移住する。父母を亡くしたボリスにとってイェフネンは唯一の肉親かつ親がわりの厳しい存在であり、常に目標でもあった。地位も財産もないイェフネンだったが、その騎士としての豊かな才能は外国人でありながら彼を名門･オルランヌ王立騎士団へと入団させただけでなく、オルランヌ皇太子ベルナール・ゾフレ・ド・オルランヌの護衛騎士として出世させるにまで至るほどだった。しかし、イェフネンはジンネマン家の家宝である氷の魔剣「ウィンターラー」をボリスに譲り渡した後日、ベルナール王子の大公爵位継承式の最中に起きた事件に巻き込まれ王子と共に行方不明となってしまう。何よりも頼りにしていた兄の失踪はボリスの心に大きな影を落とし、以前から「不幸をもたらす子」と呼ばれてきたせいもあってか、それ以来「自分と関与した大切な人々はすべて死ぬ」と思い込み心を閉ざしてしまう。
事実上、天涯孤独の身となったボリスは兄の失踪事件の真実を求め各地を放浪していたが、その道中でアノマラド屈指の大富豪であるドメリン･カルツを助けることになる。これが転機となり、ボリスはドメリンが率いるカルツ商団からイェフネンに関する情報提供を受ける代わりに、彼の息子であるルシアンの護衛剣士として働くことになり、結果的に運よくカルツ家に迎え入れられることとなった。ボリスと一つ屋根の下で暮らす事になったルシアンはボリスと同い年で、自由奔放に育てられたせいもあってか多少ワガママな所や世間知らずな所もあったが、暗い過去を持つボリスの唯一の理解者でもあった。心の拠り所を得たボリスは護衛剣士としてルシアンへ助言するだけでなく、むしろお互いを分かり合え助け合える、唯一無二の親友としてルシアンを支えていった。
数年後、17歳になったボリスはルシアンとともにアノマラド王室直属の騎士団である「アクシピター」に入団し、その第12支部であるナルビク支部で見習い騎士として活動していた。騎士団内で最高のチームとなるべく奮闘していた彼らだったが、その最中にボリスは「ここ最近アノマラド各地で兄･イェフネンが目撃されている」という噂が出回っていることを知る。さらに兄がベルナール王子殺害容疑をかけられている事も知り困惑しつつも、彼が生きているかもしれないというかすかな希望を頼りにボリスは調査を続ける―
ルーンの子供たち
詳細はルーンの子供たちの項目を参照のこと。
4leaf
自分の正体や能力を見せたがらないことと黒い服しか着ないことから、周りからはミステリアスな人物として思われている。周囲には冷たい印象を受けさせる。しかし、自分に関して大事な人物に対しては途端におせっかいになってしまう。

## 使用武器
テイルズウィーバーでプレイヤーキャラクターとしてボリスが装備できる武器は直刀・太刀・大剣の3種類である。
直刀
斬る事に特化した武器であり、装備可能武器の中で最もHACK(斬り攻撃力)補正が高く、かつディレイ(攻撃間隔の指標で、この値が小さいほど攻撃テンポが速くなる)が短い。またボリスの他にルシアン･イスピン･マキシミンの3人が装備できる、TWでは最も使用人口が多いポピュラーな武器である。
太刀
HACKとSTAB(突き攻撃力)補正のバランスが取れており、後述する爆など剣系の強力なSTAB+HACK依存の範囲物理複合スキルの効用を最大に得ることが出来る。ただし、ディレイが長いのが欠点。
大剣
HACKの他に魔法攻撃力であるINT補正が高く、威力がINTとHACKに依存する魔剣スキルをメインに戦う魔剣士にあつらえられた武器である。太刀と同じくディレイが長い。

## 主要スキル
テイルズウィーバーにおけるボリスは範囲攻撃及び状態異常系スキルを豊富に習得できるのが特長である。
ただし、一部のスキルは2次スキル取得クエストをクリアしなければ習得できない。
連
HACK依存の単体物理スキル。対象を6回連続で斬る。
円
HACK依存の範囲物理スキル。自分の前方にいる対象を素早く切り払う。
爆
HACK+STAB依存の範囲物理複合スキル。周囲の地面を剣気によって文字通り爆発させ範囲内の対象に2段のダメージを与える。
クリティカル時にしばらく気絶して行動不能となるスタン効果が発動する。
スマッシュクラッシャー
STAB+HACK依存の範囲物理複合スキル。地脈の力を利用した爆の究極形態技。大地に剣を突き刺し、
周囲の地面を大爆発させることで広範囲の対象に3段の大ダメージを与える、見た目にも相当派手なスキル。
やはりクリティカル時にスタン効果がある。
残影斬
STAB+HACK依存の単体物理複合スキル。影を断つともいわれる強力な3段の斬り攻撃。
クリティカルで与えられるダメージが2，7倍と高いため、大きなダメージを与えることができる。
追加で暗黒状態を発生させることがある。
氷撃斬
INT+HACK依存の単体魔剣スキル。対象を冷気を帯びた剣で3回連続で斬る。
クリティカル時にしばらく体が凍り行動不能となる凍結の効果がある。
グラシア
HACK+INT依存の範囲魔剣スキル(2次スキル)。剣から氷の結晶を振りまき、周囲の対象にダメージを与える。
攻撃がヒットするとしばらくの間、その対象は移動禁止状態に陥る。
加えてクリティカル時に凍結効果がある。
フローズンスレイ
INT+HACK依存の範囲魔剣スキル(2次スキル)。中距離型変形範囲攻撃。
前方約90度の範囲内に鋭い氷の刃を生成し、車のワイパーのように動かして範囲内にいる対象を4回連続で斬る。
フローズンブレイク
INT+HACK依存の範囲魔剣スキル(2次スキル)。自分を中心にしてウィンターラーから冷気の波を発生させ、四方にいる対象を3段攻撃する。
爆ほどの威力はないが、発生速度が少し早い。クリティカル時に、100%の確率で対象を凍結状態にすることができる。
赤い月の盟約
自己強化スキル(2次スキル)。魔力の源である赤い月と盟約を交わし、SPを一定時間ごとに消費する代わりに自分の物理攻撃力を最大で30％アップさせる。
なお、この効果は魔法及び魔剣スキルには適用されない（ver.4.55より魔法及び魔剣スキルにも効果が適用されるようになった）。
さらに、攻撃の命中率を少し高める効果もある。
スキルを発動すると専用の絵がカットインされる。
クレイアーマー
自己防衛スキル。泥で作った盾を周囲に漂わせ、相手から受けるダメージを一定量吸収する。
ステータスのDEF(物理防御力)の値に応じて、吸収できるダメージ量が上昇する。
反
カウンター。赤いオーラを身にまとい、受けたダメージの半分を相手に返すことができる。
ブラインド
単体状態異常スキル。対象を暗黒の雲で包み込み、暗黒状態にする。この状態になると攻撃ができなくなる上に回避力も下がる。
カース
単体状態異常スキル。対象に邪悪な呪いを掛け、全てのステータスを下降させる。
ポイズン
単体状態異常スキル。対象を暗黒の力で徐々にHPが減っていく中毒状態にする。
アンデッド
単体状態異常スキル。対象を暗黒の力でアンデッドにする。アンデッドになった者はHP回復を試みると逆にダメージを受けてしまう。
ラストアーマー
範囲状態異常スキル。対象を中心とした範囲内の敵の装甲を破壊し、防御力を下げる。

## 能力
ウィンターラー
ジンネマン家の家宝として扱われてきた氷寒属性の魔剣で、使い手の願いを叶えると同時に破滅へ導く力が宿ると云われる。
原作では「冬の剣」とも呼ばれ、戦いに用いればその名の通り冬が突然到来したかのように辺り一面を雪原へと変えてしまうだけでなく、「フローズンブレイク」（先述した通り、同名の魔剣スキルはゲーム内で実装されている）というどんな武器でも粉々に砕き折ってしまう強力な技が使用可能になる。また、異時空や異世界とを繋ぐ媒体にもなる。
テイルズウィーバーではボリスのアーティファクトとして登場。しかし能力は封印されており、その見かけは単なるバスタードソードに過ぎないという設定になっている。
ティグリス
原作小説でボリスが学んだ剣術の名称。とても珍しい剣術だが、密かに長い歴史の間受け継がれてきた為に魔法の領域へと踏み込んでいる特別な流派。この対の剣術で「ティエラ」があり、使い手はイソレスティ（イソレット）である。
テイルズウィーバーでは「影剣術」という呼び名に変更されている。
神聖チャント
声に魔力を込めて歌うことで、力を与える魔法。原作でのみ登場。
幻覚魔法
ボリスの得意とする魔法。しかし、人前で見せるようなことは滅多にない。こちらも原作でのみ登場。